# Алитус
Алитус (литв. Alytus, рус. Алитус, пољ. Olita) је један од већих градова у Литванији. Он се налази на југу земље, на важној магистрали Каунас-Варшава. Алитус чини самосталну град-општину у оквиру истоименог округа Алитус, чије је управно средиште.
Алитус се простире се на 40 km² и према последњим проценама у њему је живело 68.828 становника.

## Природни услови
Град Алитус се налази у јужном делу Литваније и средиште је историјске покрајине Џукија. Град је удаљен 105
километара југозападно од главног града државе, Вилњуса.
Алитус је смештен у валовитој области на приближно 60-90 метара надморске висине. Кроз сам град протиче река Њемен, који дели града западни (већи) и источни (мањи).

## Становништво
Према последњем попису из 2001. године у Алитусу је живело 68.828 становника. Од тога Литванци огромну већину, док су мањине Пољаци и Руси. Некада бројна јеврејска заједница је нестала у Другом светском рату.